# Guillermo de Amores
Guillermo Rafael de Amores Ravelo (ur. 19 października 1994 w San Jacinto) – urugwajski piłkarz pochodzenia włoskiego występujący na pozycji bramkarza, reprezentant Urugwaju, od 2023 roku zawodnik Peñarolu.
Zdobywca Złotej Rękawicy dla najlepszego bramkarza Mistrzostwa Świata U-20 2013.